# Tanacharison
Tanacharison eller Tanaghrisson, född omkring 1700, död den 3 oktober 1754, var en uramerikan, som spelade en vid roll vid överfallet på Jumonville. Han var i likhet med flera andra betydelsefulla uramerikanska ledare av britterna känd som Half King. Hans namn har stavats på flera olika sätt. 